# شعارات مقاطعات هولندا
فيما يلي عرض لشعارات مقاطعات هولندا الإثني عشر:

شعار درينته
شعار فليفولند
شعار فريزلاند
شعار خيلدرلند
شعار خرونينغن
شعار ليمبورخ
شعار شمال برابنت
شعار شمال هولندا
شعار أوفرآيسل
شعار جنوب هولندا
شعار أوترخت
شعار زيلند